# EXID
EXID (hangul: 이엑스아이디; acrônimo para Exceed In Dreaming) é um grupo feminino sul-coreano popularmente conhecido formado pela AB Entertainment e produzido exclusivamente por Shinsadong Tiger. Ele é composto por cinco  membros: Solji, Elly, Hani, Hyerin, e JeongHwa. A formação original incluía Dami, Yuji e Haeryung, que saíram em abril de 2012 e foram substituídas por Solji e Hyerin.
Sua estreia ocorreu em fevereiro de 2012 com o lançamento do single "Who'z That Girl", que foi posteriormente incluído no EP Hippity Hop, lançado em agosto do mesmo ano. Embora a canção tenha sido um sucesso comercial, com mais de 800 mil cópias vendidas, não foi até 2014 que o grupo subiu ao estrelato com "Up&Down", que alcançou a primeira posição na parada digital do Gaon quatro meses após seu lançamento devido a uma gravação da integrante Hani performando a canção ter virado um vídeo viral.

## História

### Pré-estreia
Em maio de 2011, o produtor Shinsadong Tiger e AB Entertainment selecionou várias trainess da JYP Entertainment para formar um novo grupo feminino. Yuji foi a primeira trainee a se juntar ao projeto depois do novo grupo da JYP falhar e não conseguir debutar. Yuji entrou em contato com as trainees Hani, Haeryung, e Junghwa para fazerem uma audição na AB Entertainment, e as três foram aceitas pela agência. O grupo adicionou uma nova integrante quando Shinsadong Tiger descobriu LE, uma rapper e compositora que se apresentou com o nome de Elly. Dami que já era uma trainee da AB Entertainment foi confirmada como última integrante do grupo.
Originalmente chamado de "WT", um acrônimo para "Who's That", o grupo mudou seu nome para EXID alguns meses antes de sua estréia.
Em dezembro de 2011, LE participou do single "Whenever You Play That Song" de Huh Gak, que apareceu nas paradas coreanas.
EXID foi programado originalmente para estrear em janeiro de 2012, mas sua estréia foi adiada por conta de LE ter sofrido lesões em suas pernas durantes os ensaios.
Em 3 de fevereiro a AB Entertainment anunciou que o grupo estaria estreando com o single "Whoz That Girl"'. Teasers das integrantes se preparando foram lançados consequentemente.

### 2012: Estreia, mudança no grupo eHippity Hop
EXID lançou seu primeiro single "Who'z That Girl" do álbum digital Holla, em 16 de fevereiro. Elas fizeram sua estréia no M! Countdown, e performaram no Music Core e Inkigayo. A faixa alcançou a posição #36 no Gaon Singles Chart e ultimamente vendeu 840.000 copias digitais.
Em abril, a agência AB Entertainment anunciou oficialmente a saída de Yuji, Dami e Haeryung. A empresa disse que Yuji e Dami tinham saído para focarem em seus estudos, enquanto Haeryung queria seguir sua carreira como atriz. Elas foram substituídas por Solji, ex-integrante da dupla 2NB, e Hyerin, que foi considerada uma integrante original do grupo antes de não ter sido colocada na formação final do grupo para a sua estréia oficial. Com as novas integrantes, o grupo retornou em agosto com seu segundo single "I Feel Good" de seu primeiro mini-álbum Hippity Hop. Hippity Hop  estreou em #13 no Gaon Albums Chart, vendendo 1.500 cópias. O grupo lançou o single digital "Every Night" em outubro. A faixa é uma versão alternativa de uma canção co-escrita por LE "Phone Call" que foi gravada em seu EP de estréia. "Every Night" estreou em #43 no Gaon Albums Chart, vendendo 105.000 cópias digitais.
Em 11 outubro, o grupo lançou a faixa "Hey Boy" como parte da trilha sonora para a MBC's The Thousandth Man. A faixa é uma versão feminina da faixa de B1A4 "Hey Girl". O produtor Shinsadong Tiger reorganizou a música em um "estilo reggae" para criar uma versão diferente da versão original do B1A4.
Foi revelado em 30 de novembro que EXID, juntamente com Big Star e D-Unit, iriam lançar um álbum de colaboração, além de fazer um show especial de fim ano. O show com o título de "The Bugs Show Vol. 1", foi realizado em 22 de dezembro no V-Hall na área de Hongdae, na Coreia do Sul.
Em 6 de dezembro, o grupo ganhou o prêmio de rookie no 20th Korea Culture & Entertainment Awards.

### 2013–2014: Primeira subunidade,Up&Downe aumento de popularidade
Em fevereiro de 2013, o grupo lançou o single "Up & Down", da trilha sonora de Incarnation of Money. Foi anunciado pouco depois que as integrantes Solji e Hani formariam uma sub-unidade chamada "Dasoni". A sub-unidade lançou seu single de estréia "Goodbye" em 15 fevereiro, junto com a faixa B-side "Said So Often".

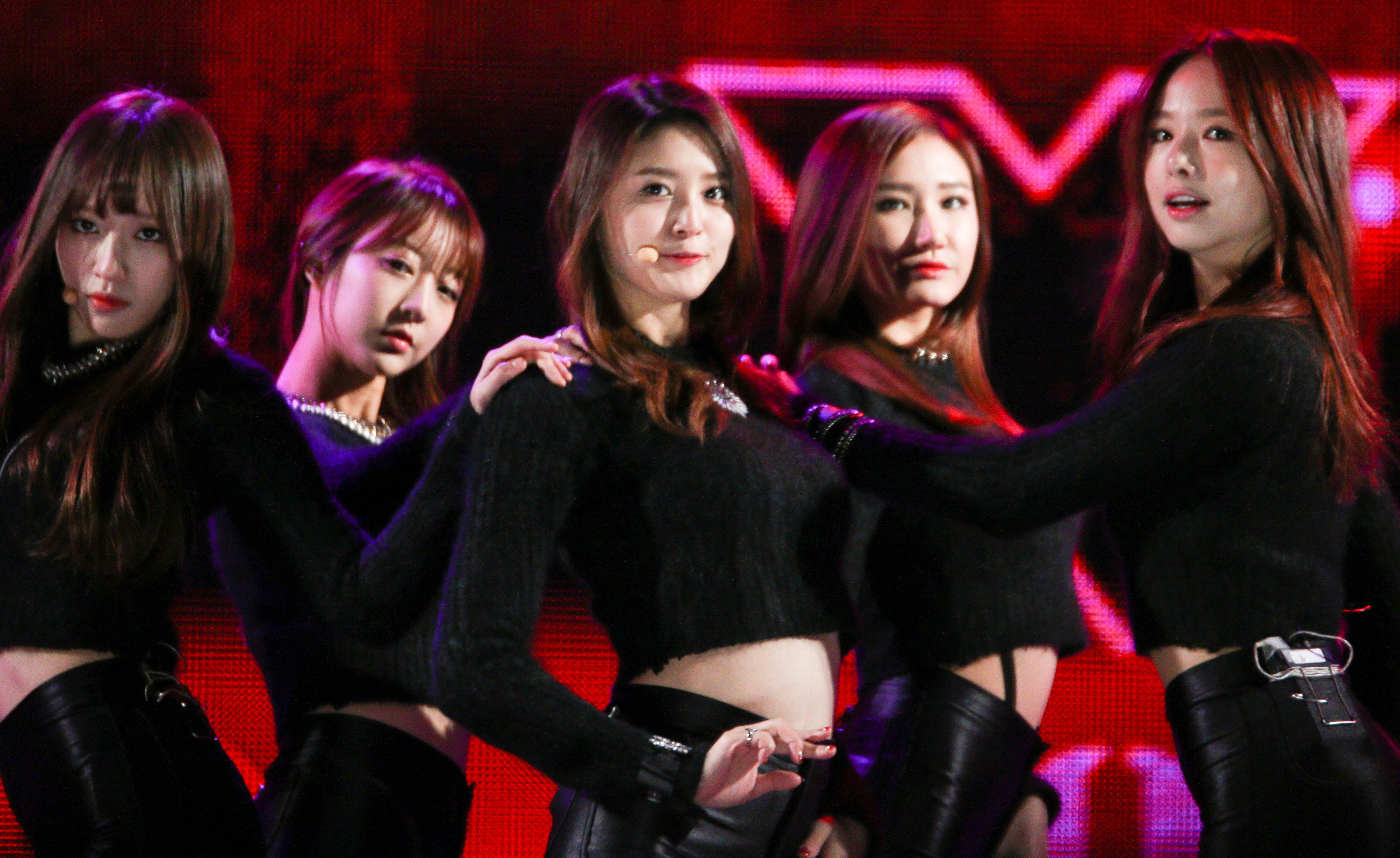
EXID em dezembro de 2014

Em junho de 2014, EXID anunciou que havia assinado contrato exclusivo com Yedang Entertainment, e que estavam preparando um retorno em colaboração com o seu produtor Shinsadong Tiger. Em 24 de agosto o grupo realizou seu retorno em um show case no Ilchi Art Hall, performando sua nova faixa "Up&Down". A faixa foi lançada oficialmente em 27 de agosto e inicialmente não conseguiu alcançar uma posição boa no Gaon Chart; embora a faixa tenha conseguido alcançar o número #94 no gráfico. No entanto, a faixa ganhou imensa popularidade lentamente no inicio de outubro, depois que um vídeo gravado por um fã da integrante Hani cantando a faixa foi viral em redes sociais coreanas. O vídeo foi visto por mais de 20 milhões de pessoas, e isso fez com a faixa subisse rapidamente sua posição até alcançar o número #10 em diversos charts incluindo o Gaon Chart. Devido ao tremendo sucesso de fancam, EXID foi convidado de volta ao palco para promover, apesar de as promoções da faixa terem terminados meses antes. Com esse sucesso, o grupo foi convidado por vários programas de música para promover "Up&Down". A faixa foi nomeada para um prêmio de primeiro lugar no Show! Music Core, The Music Trend e M!Countdown, onde fizeram tiveram sua primeira vitória. O grupo ganhou seu segundo prêmio no KBS' Music Bank em 9 de janeiro, e o terceiro no SBS's Inkigayo em 11 de janeiro de 2015.

### 2015:Ah Yeah e Hot Pink
Em fevereiro de 2015, Solji participou do episódio piloto do MBC's da competição de canto King of Mask Singer. Ela se tornou a primeira ganhadora do show, o que acabou dando muito atenção ao EXID.
Em 13 de abril, foi lançado o MV da faixa-título "Ah Yeah" para seu segundo mini-álbum de mesmo nome. O grupo ganhou o primeiro lugar nos episódios de 26 de abril e 3 de maio do SBS's Inkigayo, e também nos episódios de 29 de abril e 6 de maio do Show Champion. Em maio EXID, fez sua primeira apresentação fora da coreia no Korean Music Festival em Los Angeles, California. EXID apresentou em sua próprio reality show Showtime que foi transmitido pela MBC Every1 em julho. No mesmo mês, JeongHwa fez sua estréia como atriz no Webtoon Hero Toondra Show, que também foi ao ar pela MBC Every1.
Em 7 de novembro, EXID ganhou o MBC Music Star Award no 2015 MelOn Music Awards. O MV para a faixa "Hot Pink" foi lançado em 17 de novembro. "Hot Pink" foi nomeada para um prêmio de primeiro lugar em vários programas de música. O grupo recebeu sua primeira vitória com a faixa em 25 de novembro no Show Champion, e a segunda vitória em 6 de dezembro no Inkigayo.

### 2016:Street, debut na China eEclipse
Em 1 de junho de 2016, o grupo lançou seu primeiro álbum completo intitulado Street juntamente com a faixa-título "L.I.E". Em 8 de junho, EXID ganhou o primeiro lugar com "L.I.E" no Show Champion, e também duas vezes seguidas ganharam no Inkigayo e The Show.
No dia 20 de dezembro, EXID lançou o seu primeiro single chinês "Cream", acompanhado de um MV. Um dia depois, Banana Culture anunciou que Solji foi diagnosticada com hipertiroidismo e que ela suspenderia suas atividades durante o ano de 2017.

### 2017: Lançamento de "Eclipse" & "Full Moon"
O terceiro mini-álbum do grupo, Eclipse, foi lançado no dia 10 de abril de 2017 e ele será promovido como um quarteto, enquanto Solji ainda está se recuperando.
O quarto mini álbum do grupo teve seu lançamento em novembro e inclui a participação de Solji que já está se recuperando mas ainda não retornara oficialmente ao grupo,o album intitulado "Full Moon" teve seu teaser divulgado em novembro e também spoilers das faixas do mini álbum,sendo que o mv da faixa principal do álbum "DDD" foi divuldado em 06 de novembro e tendo acumulado mais de 10 milhões de visualizações no YouTube e assim dando muito destaque ao grupo.

### 2018: Lançamento de "Lady", Estréia japonesa e retorno da Solji
EXID retornou com um único álbum Lady em 2 de abril de 2018, apenas promovendo como quatro, no entanto, devido a Solji ainda se recuperando de uma cirurgia. A faixa principal do álbum é intitulada "내일 해 (Lady)". Em 10 de abril de 2018, o EXID ganhou o primeiro lugar no The Show com "Lady".
Em 11 de maio, a Banana Culture anunciou o lançamento do site oficial japonês da EXID, que incluiu um fã-clube japonês. Eles também anunciaram um showcase de estréia em Tóquio que acontecerá em 27 de junho. Durante o showcase, EXID anunciou o lançamento da versão japonesa de "Up & Down" em 22 de agosto, bem como sua primeira turnê japonesa a ser realizada entre 23 e 25 de agosto, com Solji confirmando que ela terá retornado até lá.
Em 21 de novembro de 2018, EXID retornou com 5 integrantes com a música I Love You, que foi o primeiro comeback OT5 após o hiatus de Solji.

### 2019-presente: Anunciação de hiatus do grupo e atividades japonesas
No dia 31 de dezembro de 2018, o EXID se apresentou no Taipei New Year's Eve Countdown Party em Taipei,Tawan, e ficou lá durante a contagem regressiva para 2019.
Em fevereiro de 2019, EXID realizou seu segundo tour japonês, de nome "2019 EXID Valentine Japan Live Tour". Seu álbum de estreia japonês, Trouble, foi lançado no dia 3 de abril de 2019. Trouble alcançou o número 12 nas paradas do  Oricon Albums Chart e número 23 nas paradas do Billboard Japan's Hot Albums. Ele também atingiu o número 10 no Billboard Japan's Top Albums Sales, com 4.831 cópias físicas vendidas na primeira semana.
No começo de maio de 2019, as membros Hani e Junghwa decidiram não renovar seus contratos com a Banana Culture. Pouco depois, foi anunciado que o grupo iria lançar um extended play no dia 15 de maio de 2019. Foi acordado que todas as membros iriam participar nas atividades de promoção e depois que as promoções fossem concluídas, o grupo entraria em hiatus para que cada membro pudesse focar em atividades individuais. EXID lançou seu quinto EP, "We", juntamente da faixa principal "Me & You" no dia 15 de maio de 2019. O EP estreou na posição 8 nas paradas do US World Albums Chart, se tornando sua quarta entrada no top 10 nele. O álbum vendeu 24.423 cópias físicas na Coreia do Sul naquele mês. A Banana Culture depois esclareceu que o grupo continuaria com as atividades como cinco no Japão por mais um ano, com um tour japonês intitulado "2019 EXID Summer Live Tour" começando em Agosto.
EXID lançou um single japonês intitulado "Bad Girl For You" no dia 25 de dezembro de 2019.
No dia 15 de janeiro de 2020, Hyelin também deixou a Banana Culture, seguida por Solji no dia 5 de fevereiro,, e finalmente LE no dia 25 de março.
No dia 19 de agosto, EXID lançou seu segundo álbum japonês B.L.E.S.S.E.D.

## Integrantes
- Solji (em coreano:  솔지) nascida Heo Sol Ji (em coreano:  허솔지) em 10 de janeiro de 1989 (36 anos) em Seul, Coreia do Sul. Posição: Líder e Vocalista Principal.
- LE, (em coreano: 엘리) nascida Ahn Hyo Jin (em coreano:  안효진) em 10 de dezembro de 1991 (33 anos) em Cheonan, ChungCheong do Sul, Coreia do Sul. Posição: Rapper Principal e Vocalista de Apoio.
- Hani (em coreano:  하니), nascida Ahn Hee Yeon (em coreano:  안희연) em 1 de maio de 1992 (32 anos) em GangNam-Gu, Seul, Coreia do Sul . Posição: Vocalista Líder, Dançarina Líder, Face e Center.
- Hyerin (em coreano:  혜린), nascida Seo Hye Rin (em coreano:  서혜린) em 23 de agosto de 1993 (31 anos) em GwangJu, Coreia do Sul. Posição: Vocalista Líder.
- JeongHwa (em coreano:  정화), nascida Park Jeong Hwa (em coreano:  박정화) em 8 de maio de 1995 (29 anos) em Anyang, Gyeonggi, Coreia do Sul. Dançarina Principal, Rapper Líder, Vocalista de Apoio, Visual e Maknae.

### Ex-integrantes
- Dami (em coreano:  다미), nascida Kang Hye Yeon (em coreano:  강혜연 em 8 de dezembro de 1990 (34 anos) em Seul, Coreia do Sul. Posição: Vocalista Líder.
- Yuji (em coreano:  유지), nascida Jung Yu Ji (em coreano:  정유지) em 2 de janeiro de 1991 (34 anos) em Incheon, Coreia do Sul. Posição: Vocalista Principal.
- Haeryung (em coreano:  해령), nascida Na Hae Ryung (em coreano:  나해령) em 11 de novembro de 1994 (30 anos) em Seul, Coreia do Sul. Posição: Vocalista Guia, Dançarina Guia, Rapper Guia.

## Discografia

### Álbuns de estúdio
- 2016: Street

### Extended plays
- 2012: Hippity Hop
- 2015: Ah Yeah
- 2017: Eclipse
- 2017: Full Moon
- 2018: I Love You
- 2019: WE
- 2022: X

## Videografia

### MVs (Music Videos)
| Ano  | Título                  | Duração |
| ---- | ----------------------- | ------- |
| 2012 | "Who'z That Girl"       | 4:07    |
| 2012 | "I Feel Good"           | 4:44    |
| 2012 | "Every Night"           | 4:07    |
| 2014 | ''Good Bye''            | 3:32    |
| 2014 | "Up&Down"               | 3:11    |
| 2015 | "Ah Yeah"               | 3:20    |
| 2015 | "Hot Pink"              | 3:30    |
| 2016 | "Only one"              | 2:41    |
| 2016 | ''L.I.E''               | 4:24    |
| 2017 | "Night Rather Than Day" | 3:26    |
| 2017 | "DDD"                   | 3:26    |
| 2018 | "Lady"                  | 3:15    |
| 2018 | "I Love You"            | 3:32    |
| 2019 | "Me&You"                | 3:25    |

## Filmografia

### Séries
| Ano  | Título           | Papel                              |
| ---- | ---------------- | ---------------------------------- |
| 2012 | 12 Men In A Year | Participação especial (episódio 8) |

### Reality shows
| Ano  | Título          | Papel       |
| ---- | --------------- | ----------- |
| 2012 | EXID but but TV | Elas mesmas |

### Programas de variedades
| Ano  | Título        | Papel       |
| ---- | ------------- | ----------- |
| 2012 | K-Pop TV-EXID | Elas mesmas |
| 2015 | EXID Showtime | Elas mesmas |

## Trilhas sonoras
| Ano  | Título      | Drama                |
| ---- | ----------- | -------------------- |
| 2012 | "Hey Boy"   | The Thousandth Man   |
| 2013 | "Up & Down" | Incarnation Of Money |